# Amtliche Statistik
Eine amtliche Statistik ist eine von einer offiziellen Institution, insbesondere einem statistischen Amt, erstellte Statistik. Man versteht darunter oft die komplette Statistik zu einem bestimmten Themengebiet, zum Beispiel die Bevölkerungsstatistik oder die Wirtschaftsstatistik, oder auch die Gesamtheit aller Statistiken eines Landes.

## Geschichte
Ursprünglich, d. h. schon in der Antike, wurden „amtliche Statistiken“ von Regierungen für den eigenen Bedarf und für ganz bestimmte Zwecke (z. B. für die Aufstellung eines Heeres oder die Errichtung eines großen Bauwerkes (Pyramide, Kanal) oder generell als Basis für Steuererhebungen) erstellt. Aufgrund von Tonscherben lässt sich bereits für die Zeit um 3800 v. Chr. eine Volkszählung im antiken Babylon belegen. Zwischen 3000 und 2000 v. Chr. (je nach Quelle) gab es in Ägypten und China Volkszählungen und Vermögenserhebungen. Im antiken Athen gab es neben Volkszählungen auch laufende Aufzeichnungen über Getreideeinfuhr, Verzeichnisse über zollpflichtige Waren u. a. Im römischen Reich wurden bereits seit dem 6. Jahrhundert v. Chr. alle 5 Jahre Bevölkerungserhebungen durchgeführt. Zur Zeit des Kaisers Augustus soll es ein statistisches Quellenwerk mit einer vom Kaiser selbst zusammengestellten Folge von Tabellen gegeben haben.
Bereits im Mittelalter wurden innerhalb von Stadtmauern Gebietseinteilungen festgelegt, die auch als Raumbezug für statistische Zwecke genutzt wurden. In der Reichsstadt Nürnberg z. B. waren dies acht Stadtviertel, die in Gassenhauptmannschaften unterteilt waren. Ende des 16. Jahrhunderts  gab es davon 131 mit einer festen Nummerierung (1–63 auf der Sebalder und 1–68 auf der Lorenzer Stadtseite). Die Gassenhauptleute hatten als statistische Aufgabe die Bevölkerungsinformationen zu erheben, und zwar über „Unbürger“, über „elternlose Bürgertöchter mit Eigenbesitz“ und über die Bürgersöhne, die 14 Jahre alt geworden waren. Seitens des Staates gab es im Mittelalter kaum systematische statistische Erhebungen. Erst mit dem aufkommenden Absolutismus und der Einführung merkantilistischer Wirtschaftspolitik entstand wieder der Bedarf an Statistiken als Instrument für die zentralistische Lenkung der Wirtschaft. Stütze der merkantilistischen Wirtschaftspolitik war die „Universitätsstatistik“, die versuchte, möglichst alle „Staatsmerkwürdigkeiten“ möglichst genau qualitativ zu beschreiben. Demgegenüber versuchten etwa zeitgleich die Vertreter der „Politischen Arithmetik“ alle gesellschaftlichen Verhältnisse nach dem Vorbild der Naturwissenschaft quantitativ zu erfassen.
Die Ergebnisse der statistischen Erhebungen blieben jedoch bis zum 18. Jahrhundert innerhalb der staatlichen Verwaltung, da sie als geheime, vor konkurrierenden Staaten zu schützende Informationen galten. Diese Geheimhaltungspolitik lockerte sich erst mit der Verbreitung der Ideen der Aufklärung und der Entwicklung einer bürgerlich-publizistischen Öffentlichkeit.
Beginnend mit dem 18. Jahrhundert erfolgte im 19. Jahrhundert eine wesentliche Ausweitung und vor allem eine Institutionalisierung der amtlichen Statistik. In Deutschland bildeten sich in den verschiedenen Teilstaaten statistische Ämter, für eine Koordination der statistischen Arbeiten sorgte ab 1834 der Deutsche Zollverein. Mit der Gründung des Deutschen Reiches wurde 1872 auch das Kaiserliche Statistische Amt als statistisches Zentralamt eingerichtet.
Im Dritten Reich erfolgte die Aufhebung der Länderhoheit der dezentralen, statistischen Ämter zugunsten des Statistischen Reichsamtes, das seinerseits allerdings später wegen der Bewirtschaftung und Kriegswirtschaft Aufgaben an andere Ämter abgeben musste. Leiter der Statistischen Abteilung im SS-Hauptamt war Richard Korherr, der mit dem sog. Korherr-Bericht statistische Angaben über die „Endlösung der Judenfrage“ zusammenstellte.
Mit dem Wandel der Gesellschaften zu Demokratien in der Neuzeit änderte sich auch das Selbstverständnis der amtlichen Statistik. Es wandelte sich zu einem allgemein verfügbaren Instrument, das die für die politische Willensbildung in der Gesellschaft notwendigen statistischen Informationen liefert. Daneben fungiert sie als Datenlieferant für die Wissenschaft sowie weiterhin als Hilfsmittel für politische und wirtschaftliche Planungen.

## Rechtliche Rahmenbedingungen
Da die amtliche Statistik in vielen Bereichen in die Freiheit der informationellen Selbstbestimmung von Individuen und Unternehmen eingreift (insbesondere bei Auskunftspflicht) und ein Missbrauch der erhobenen Daten grundsätzlich möglich ist, sind für die amtliche Statistik gesetzliche Rahmenbedingungen geschaffen worden, insbesondere gilt das Statistikgeheimnis.

### Europa
Mit der fortschreitenden Integration in der Europäischen Union stammen mehr und mehr gesetzliche Vorgaben für die amtlichen Statistiken der Mitgliedsstaaten von dort. Zentralamt ist Eurostat in Luxemburg.

### Deutschland
Als Teil der öffentlichen Verwaltung ist die amtliche Statistik an die gesetzlichen Regeln für das Verwaltungshandeln gebunden (Art. 20 Abs. 3 GG). Der Bund hat die ausschließliche Gesetzgebung für die Statistik für Bundeszwecke (Art. 73 Abs. 1 Nr. 11 GG), die Durchführung der Statistiken ist allerdings grundsätzlich Sache der Bundesländer (Art. 83 GG). Zusätzlich können die Länder eigene Landesstatistiken anordnen.
Aufgrund der kommunalen Selbstverwaltung sind in Deutschland (anders als in den meisten anderen Staaten) die Kommunen für innergebietliche Statistiken zuständig, weshalb es vor allem in Großstädten ein eigenes statistisches Amt für die Aufgaben der Kommunalstatistik gibt.
Alle von der amtlichen Statistik durchgeführten Erhebungen sind durch ein Gesetz angeordnet. Für die Bundesstatistik in Deutschland ist das Gesetz über die Statistik für Bundeszwecke (Bundesstatistikgesetz) quasi das „Grundgesetz“. Es wird ergänzt durch Landesstatistikgesetze der Bundesländer. Diese enthalten dem Bundesstatistikgesetz vergleichbare Regelungen für die Landesstatistiken und die Organisation der statistischen Ämter der Länder. Außerdem gibt es weit über 100 weitere Rechtsgrundlagen, die spezielle Sachverhalte zu einzelnen Statistiken regeln. Die Aufgaben der Kommunalstatistik sind in der Regel durch eine kommunale Statistiksatzung geregelt.
In Deutschland erscheint die Zeitschrift Wirtschaft und Statistik.

### Österreich
Die Rechtsgrundlage ist das Bundesstatistikgesetz 2000.

### Schweiz
Grundlage ist Artikel 65 der Bundesverfassung sowie das Bundesstatistikgesetz vom 9. Oktober 1992. Die einzelnen statistischen Erhebungen sind in der Statistikerhebungsverordnung aufgelistet.
Siehe Bundesamt für Statistik.

### Frankreich
Siehe Institut national de la statistique et des études économiques (INSEE).

## Institutionelle Organisation
Zur Sicherstellung der Zielerreichung ist es wichtig, dass die amtliche Statistik ihre Aufgaben auf wissenschaftlicher Grundlage und frei von politischer Einflussnahme durchführen kann. Zur Sicherstellung dessen wird im Allgemeinen eine statistikfachliche Konzentration (alle Statistiken in einer unabhängigen Institution zusammengefasst) und ein staatlich garantiertes finanzielles Budget als geeignet angesehen.

## Verfügbare Statistiken
Zu folgenden Gebieten sind im Allgemeinen amtliche Statistiken verfügbar:
- Demografie (Altersstruktur, Geburten, Sterbefälle, Wanderungen, Eheschließungen)
- Erwerbstätigkeit (Arbeit, Erwerbstätigkeit, Einkommen, Arbeitslosigkeit)
- Gesundheit (Lebenserwartung, Todesursachenstatistik, Gesundheit der Bevölkerung, Gesundheitsversorgung, Gesundheitspersonal, Kosten und Finanzierung des Gesundheitswesens)
- Politik und Öffentliche Verwaltung (Wahlen, öffentliche Einnahmen und Ausgaben, öffentliche Dienstleistungen)
- Preisstatistik, Außenhandelsstatistik, Volkswirtschaftliche Gesamtrechnungen
- Private Haushalte (personelle Zusammensetzung, Einnahmen und Ausgaben, Vermögen, Zeitbudgetnutzung, Wohnsituation)
- Tourismus (Übernachtungen, Bettenanzahl u. a.): Tourismusstatistik
- Umwelt (Geografie, Umweltbelastungen)
- Wirtschaft (Konjunktur- und Strukturdaten für verschiedene Wirtschaftszweige)

Demgegenüber sind „weiche Daten“ (z. B. Geschäftsklima bei Unternehmen oder Meinungen bei Personen) typischerweise nicht Gegenstand der amtlichen Statistik. Ihre Erhebung und Analyse wird vielmehr von sozialwissenschaftlichen Forschungsinstituten, von Wirtschaftsforschungsinstituten sowie von Meinungsforschungsinstituten wahrgenommen.

## Methodisches
Die amtliche Statistik versteht sich als Instrument für die politische Willensbildung in der Gesellschaft. Damit ihre Ergebnisse – und nicht die amtliche Statistik selbst oder der Prozess zur Erstellung ihrer Statistiken – Gegenstand dieser Willensbildung sind, ist sie gezwungen, ihre Arbeit auf wissenschaftlicher Grundlage zu stellen und umfassend zu dokumentieren. Auch die angewandten Methoden müssen allgemein anerkannt sein. Dies führt dazu, dass in der amtlichen Statistik vorrangig nur einfache Methoden der deskriptiven Statistik, insbesondere die Ermittlung von Mittelwerten und die Zusammenstellung in Tabellen oder thematischen Karten angewandt werden. Dabei werden die Daten fachlich (z. B. in Altersklassen) und räumlich (in den statistischen Raumbezugseinheiten) aggregiert.